# Désiré Doué
Désiré Nonka-Maho Doué (* 3. Juni 2005 in Angers) ist ein französischer Fußballspieler, der seit August 2024 Vertragsspieler des Erstligisten Paris Saint-Germain und seit März 2025 französischer A-Nationalspieler ist.

## Karriere

### Vereine

#### Anfänge bei Stade Rennes
Doué entstammt der Jugendakademie von Stade Rennes, wo er bereits 2011 mit dem Fußball begann. In der Saison 2021/22 spielte er bereits zehnmal für die zweite Mannschaft und schoss ein Tor. Zudem lief er noch für die U19-Mannschaft in der Coupe Gambardella auf, stand aber auch schon in der Ligue 1 und der Conference League bei den Profis im Kader. Am 14. April 2022 unterschrieb er schließlich seinen ersten Profivertrag mit dem Klub. Am ersten Spieltag der neuen Saison wurde er schließlich das erste Mal in der Ligue eingesetzt, nachdem er gegen den FC Lorient spät eingewechselt wurde. Sein erstes Tor im Profibereich schoss er bereits einige Wochen später bei einem 3:1-Sieg über Stade Brest, als er erneut als Einwechselspieler in die Partie kam. Zwei Wochen darauf wurde er auch international das erste Mal eingewechselt, als er im Gruppenspiel gegen Fenerbahçe Istanbul ungefähr eine halbe Stunde spielte. Bereits im nächsten Gruppenspiel traf er auch das erste Mal auf internationaler Ebene in der Europa League. Insgesamt spielte er in der Saison 2022/23 26 Mal in der Ligue 1, wobei er dreimal traf, siebenmal in der Europa League und einmal im Pokal. In der darauf folgenden Spielzeit 2023/24 lief er in 31 Ligaspielen auf, konnte dabei vier Treffer selbst erzielen und fünf Tore vorbereiten. Darüber hinaus absolvierte er sechs Begegnungen in der Europa League und fünf Spiele in der Coupe de France.

#### Wechsel zu Paris Saint-Germain
Im August 2024 wechselte er zum Ligakonkurrenten und amtierenden Meister Paris Saint-Germain und unterschrieb dort einen Vertrag bis 2029. Dort lief er Mitte September 2024 direkt das erste Mal in der UEFA Champions League auf, als er gegen den FC Girona eingewechselt wurde. Sein erstes Tor und seine erste Vorlage in der Königsklasse gelangen ihm drei Monate später bei einem 3:0-Sieg über den FC Red Bull Salzburg. Bereits nach dem 28. Spieltag konnte er sich mit seiner Mannschaft die Meisterschaft und seinen ersten Ligatitel sichern. In Folge von drei Toren und zwei Vorlagen im März 2025 wurde er von der UNFP zum Spieler des Monats März 2025 ausgezeichnet. Daraufhin gewann er mit dem Team auch den Pokal, wo er in jedem Spiel eingesetzt wurde, vier Tore und vier Vorlagen lieferte und alleine im Finale mit zwei Vorlagen erheblich zum Titelgewinn beitrug. Eine Woche später stand er im Finale der Champions League in der Startelf, schoss bei dem 5:0-Sieg gegen Inter Mailand zwei Tore und bereitete einen Treffer vor. Damit wurde er zum Man of the Match im Finale gekürt und gewann mit PSG in seiner ersten Saison das Triple. Mit wettbewerbsübergreifend 15 Toren und 16 Vorlagen in 54 Einsätzen wurde Doué direkt zum Stammspieler und hatte einen großen Anteil am Erfolg des Vereins. Im Anschluss an die Spielzeit wurde er zum Nachwuchsspieler des Jahres in der Ligue 1 und in der Champions League gekürt.

### Nationalmannschaft
Doué spielte 2021 und 2022 für die französische U17-Nationalmannschaft. Mit dieser nahm er unter anderem an der EM 2022 teil, die sein Team gewinnen konnte. Doué bestritt alle Turnierspiele seiner Mannschaft, schoss zwei Tore und gab eine Vorlage im Finale. Von September 2022 bis November 2023 spielte er für die U19-Nationalmannschaft. Zu seinem Debüt in der U21-Nationalmannschaft kam er am 13. Oktober 2023 im Stadion Grbavica in Sarajevo im zweiten Spiel der EM-Qualifikationsgruppe H beim 2:1-Sieg über die U21-Nationalmannschaft Bosnien-Herzegowinas mit Einwechslung für Rayan Cherki in der 77. Minute.
Nach zwei U23-Länderspielen und zwei Toren wurde Doué für das Turnier 2024 von Thierry Henry in den französischen Olympiakader berufen. Er spielte fünf der sechs Turnierpartien, traf einmal und legte einen Treffer auf. Im Finale verlor er mit seinem Team nach Verlängerung gegen Spanien, wobei Doué in der zweiten Halbzeit des Spiels eingewechselt wurde. Mit dem Gewinn der olympischen Silbermedaille wurde jeder Spieler aus dem Kader als Ritter des Ordens für Verdienste um das Sportwesen ausgezeichnet.
Im März 2025 wurde Doué für die Nations-League-Playoffs erstmals in den Kader der französischen A-Nationalmannschaft berufen. Im Viertelfinal-Rückspiel gegen Kroatien wurde er von Trainer Didier Deschamps in der zweiten Halbzeit  eingewechselt und gab somit sein Länderspieldebüt. Im weiteren Spielverlauf verwandelte Doué im Elfmeterschießen einen Elfmeter und trug somit dazu bei, dass die Franzosen ins Halbfinale einzogen.

## Erfolge

### Verein
International
- UEFA-Champions-League-Sieger: 2025 (Paris Saint-Germain)
- UEFA-Super-Cup-Sieger: 2025 (Paris Saint-Germain)

National
- Französischer Meister: 2025 (Paris Saint-Germain)
- Französischer Pokalsieger: 2025 (Paris Saint-Germain)
- Französischer Supercupsieger: 2024 (Paris Saint-Germain)

### Nationalmannschaft
- Olympische Silbermedaille: 2024
- U17-Europameister: 2022

### Auszeichnungen
- Nachwuchsspieler des Jahres der Ligue 1: 2024/25
- Spieler des Monats der Ligue 1: März 2025
- UEFA Champions League Young Player of the Season: 2024/25

### Orden
- Ritter des Ordens für Verdienste um das Sportwesen (2024)[11]

## Sonstiges
Sein Bruder, Guéla Doué, spielte ebenfalls in der Jugend von Stade Rennes und unterschrieb zusammen mit Désiré diese Saison seinen Profivertrag. Zudem hat er zwei Cousins, die ebenfalls Fußballspieler sind, jedoch mittlerweile bei anderen Vereinen tätig sind, Marc-Olivier Doué und Yann Gboho.